# Plumergat
Plumergat is een gemeente in het Franse departement Morbihan in de regio Bretagne en maakt deel uit van het arrondissement Lorient. De gemeente telde 4.199 inwoners op 1 januari 2022.

## Geografie
De oppervlakte van Plumergat bedraagt 41,94 vierkante kilometer; Op 1 januari 2022 was de bevolkingsdichtheid 100,1 inwoners per km².

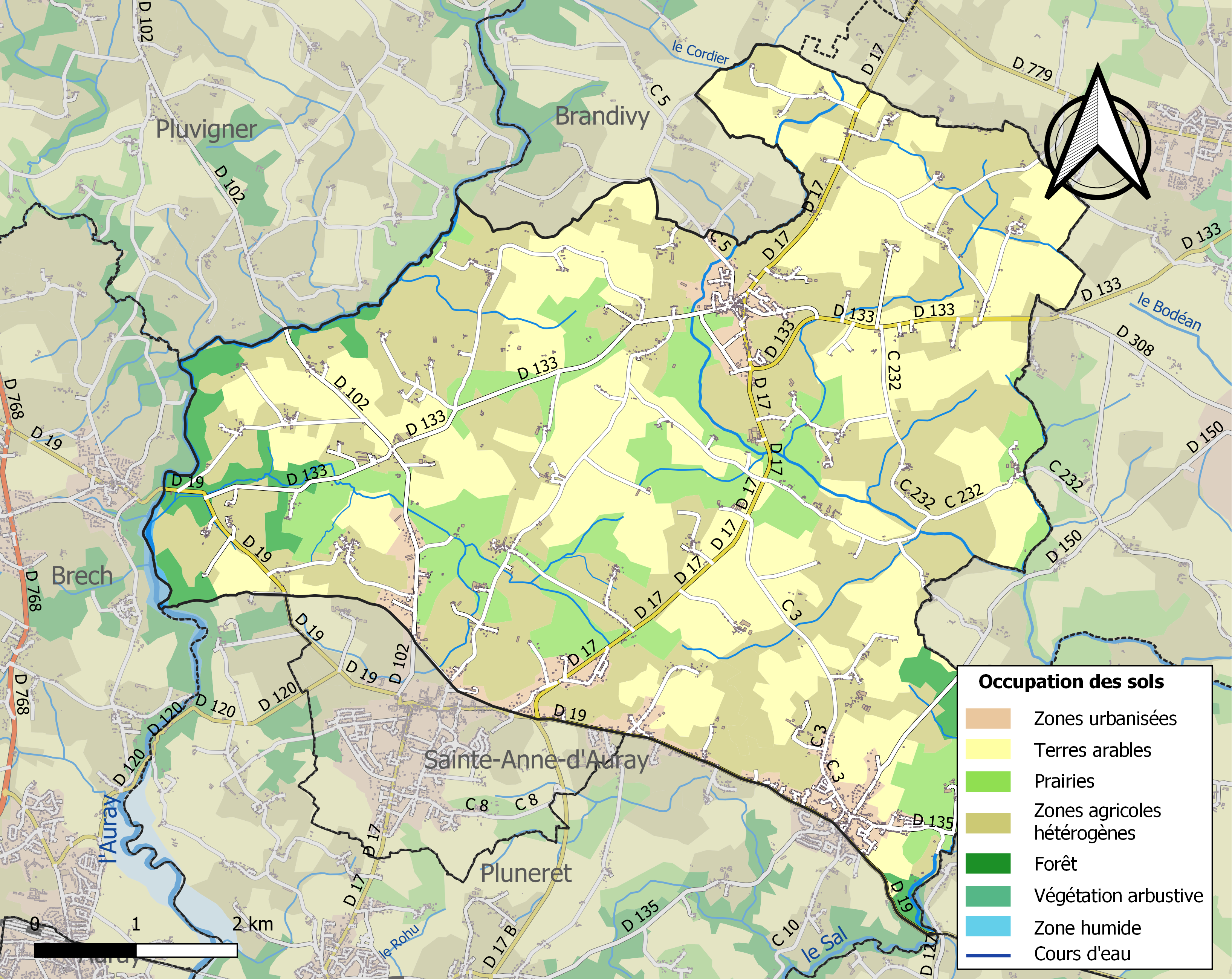
Kaart van de gemeente met de belangrijkste infrastructuur, bodemgebruik en omliggende gemeenten

## Demografie
Onderstaande figuur toont het verloop van het inwonertal.
Auray · Crach · Locmariaquer · Plumergat · Pluneret · Sainte-Anne-d'Auray · Saint-Philibert